# الحزمة (شبام)

'

تعديل مصدري - تعديل

الحزمة هي إحدى قرى عزلة شبام بمديرية شبام التابعة لمحافظة حضرموت، بلغ تعداد سكانها 323 نسمة حسب تعداد اليمن لعام 2004.